# Euastrum quebecense
Euastrum quebecense là một loài Song tinh tảo trong họ Desmidiaceae, thuộc chi Euastrum.